# Comuna de Skała
Skała (polaco: Gmina Skała) é uma gminy (comuna) na Polónia, na voivodia de Pequena Polónia e no condado de Krakowski. A sede do condado é a cidade de Skała.
De acordo com os censos de 2004, a comuna tem 9547 habitantes, com uma densidade 128,5 hab/km².

## Área
Estende-se por uma área de 74,3 km², incluindo:
- área agricola: 71%
- área florestal: 21%

## Demografia
Dados de 30 de Junho 2004:
|                      | Total   | Total | Mulheres | Mulheres | Homens  | Homens |
| -------------------- | ------- | ----- | -------- | -------- | ------- | ------ |
|                      | pessoas | %     | pessoas  | %        | pessoas | %      |
| População            | 9547    | 100   | 4776     | 50       | 4771    | 50     |
| Densidade (pop./km²) | 128,5   | 100   | 64,3     | 64,3     | 64,2    | 64,2   |

De acordo com dados de 2002, o rendimento médio per capita ascendia a 1431,26 zł.

## Comunas vizinhas
- Gołcza, Iwanowice, Jerzmanowice-Przeginia, Sułoszowa, Trzyciąż, Wielka Wieś, Zielonki